# Manuk
Manuk (auch Manoek) ist eine Vulkaninsel in den Molukken. Die unbewohnte Insel in der Bandasee gehört zur indonesischen Provinz Maluku.
Manuk hat eine Fläche von rund einem Quadratkilometer bei einer Länge von ungefähr 1,4 Kilometer und einer maximalen Breite von einem Kilometer. Benachbarte Inseln sind Serua (ungefähr 90 Kilometer südsüdwestlich) und die Banda-Inseln (rund 120 Kilometer nordnordwestlich). Manuk ist die östlichste Insel des Bandabogens. Dieser Inselbogen verläuft parallel zur Subduktionszone, in der die Australische Platte unter die Eurasische Platte taucht.
Die Insel ist von Steilküsten gesäumt und zum Teil von einem Korallenriff umgeben. Im Westen befindet sich ein kleiner Sandstrand und an der Nordküste Wald. Manuk ist der Gipfel eines aus Andesit aufgebauten Schichtvulkans, der sich 3000 Meter über dem Meeresboden erhebt. Im Bereich des sich nach Südosten öffnenden Kraters erreicht Manuk eine Höhe von 282 Metern über dem Meeresspiegel. Im Krater und an dessen westlichem Rand sind Fumarolen aktiv, die früher von chinesischen Händlern zur Gewinnung von Schwefel genutzt wurden.
Aus historischer Zeit sind keine wissenschaftlich gesicherten Berichte über Vulkanausbrüche bekannt. Einem Teilnehmer der Challenger-Expedition zufolge soll 1874 Rauch aus dem Krater aufgestiegen sein. Im Gipfelbereich befindet sich ein Blocklavastrom, der weniger als 100 Jahre alt sein könnte. Nach australischen Zeitungsberichten vom Januar und April 1933 stand nach einem Vulkanausbruch eine Rauchwolke über der Insel. Die Beobachtungen stammten von Passagierschiffen, die zwischen Australien und Hongkong verkehrten. Manuk wurde von den Schiffen angesteuert, um den Passagieren die große Zahl an Vögeln auf der Insel zu zeigen. Den Berichten zufolge ernährte sich ein Teil der Vögel von den ebenfalls zahlreichen Schlangen auf der Insel.
Im Juni 1930 hatte der Kapitän eines Passagierschiffs 35 Personen auf Manuk mit Nahrungsmitteln versorgt. Diese stammten von der Insel Ambon, waren auf dem Weg nach Serua vom Kurs abgekommen, hatten auf Manuk Zuflucht gesucht und sich knapp einen Monat lang überwiegend von Vogeleiern ernährt. Nach Angaben des Kapitäns waren derartige Vorkommnisse nicht ungewöhnlich.